# Listă de depresiuni din România
| Depresiunea | Situată în                                           |
| --- | ---------------------------------------------------- |
| Oașului (Țara Oașului)                                                                                              | grupa nordică a Carpaților Orientali                 |
| Maramureșului | grupa nordică a Carpaților Orientali                 |
| Dornelor (Țara Dornelor)                                                                                            | grupa nordică a Carpaților Orientali                 |
| Câmpulung (Moldovenesc)                                                                                             | grupa nordică a Carpaților Orientali                 |
| Gura Humorului | grupa nordică a Carpaților Orientali                 |
| Giurgeului | grupa centrală a Carpaților Orientali                |
| Ciucului | grupa centrală a Carpaților Orientali                |
| Comănești | grupa centrală a Carpaților Orientali                |
| Borsec | grupa centrală a Carpaților Orientali l              |
| Brașovului cuprinde depresiunile: - Țara Bârsei (în vest); - Sfântu Gheorghe (în centru); - Târgu Secuiesc (în est) | grupa sudică a Carpaților Orientali                  |
| Neamțului | Subcarpații Moldovei                                 |
| Cracău Bistrița | Subcarpații Moldovei                                 |
| Tazlău-Cașin | Subcarpații Moldovei                                 |
| Cașin | Subcarpații Moldovei                                 |
| Vrancei (Țara Vrancei)                                                                                              | Subcarpații de Curbură                               |
| Chiojd | Subcarpații de Curbură                               |
| Vălenii de Munte | Subcarpații de Curbură                               |
| Câmpina | Subcarpații de Curbură                               |
| Dumitrești | Subcarpații de Curbură                               |
| Policiori | Subcarpații de Curbură                               |
| Făgăraș (Țara Făgărașului) (Țara Oltului)                                                                           | Poalele Munților Făgăraș                             |
| Loviștei (Țara Loviștei)                                                                                            | grupa Făgărașului (între pasul Turnu Roșu și Cozia)  |
| Petroșani | în grupa Parângului (între Pasul Lainici și Merișor) |
| Hațegului (Țara Hațegului)                                                                                          | între Munții Retezat și Munții Poiana Ruscăi         |
| Almăjului | între Munții Semenicului și Munții Almăjului         |
| Caraș | între Munții Aninei și Munții Dognecei               |
| Brad | marginea vestică a Munților Apuseni                  |
| Gurahonț | marginea vestică a Munților Apuseni                  |
| Zarandului (Țara Zarandului)                                                                                        | marginea vestică a Munților Apuseni                  |
| Beiușului | marginea vestică a Munților Apuseni                  |
| Vad Borod | marginea vestică a Munților Apuseni                  |
| Almaș-Agrij | partea nord-vestică a Munților Meseș                 |
| Huedin | partea estică a Munților Apuseni                     |
| Țara Moților | partea estică a Munților Apuseni                     |
| Damiș | partea estică a Munților Pădurea Craiului            |
| Sibiu (Țara Sibiului)                                                                                               | zona submontană a Podișului Transilvaniei            |
| Alba Iulia Turda | zona submontană a Podișului Transilvaniei            |
| Iara | zona submontană a Podișului Transilvaniei            |
| Odorhei | zona submontană a Podișului Transilvaniei            |
| Praid Sovata | zona submontană a Podișului Transilvaniei            |
| Câmpulung (Muscel)                                                                                                  | Subcarpații Getici                                   |
| Târgu Jiu | Subcarpații Getici                                   |
| Nalbant | Masivul Dobrogei                                     |